# Aibar
Aibar (spanska) eller Oibar (baskiska), officiellt Aibar/Oibar, är en kommun i Spanien.   Den ligger i provinsen och regionen Navarra, i den nordöstra delen av landet, 300 km nordost om huvudstaden Madrid. Antalet invånare är 875.